# ジェリービーンズ・コレクション
ジェリービーンズ・コレクションは、吉本興業所属（専属エージェント契約）の男女お笑いコンビ。愛称は「ジェリコレ」。2004年3月結成。2020年7月より専属エージェント契約に転換した。

## メンバー
あきはる
- 本名：牛嶋 暁春（うしじま あきはる、女性、1980年12月11日-）（44歳）ボケ担当、北海道苫小牧市出身。
- 身長・体重：148cm・48kg
- 血液型A型
- 趣味・特技：ドライブ　散歩　北海道観光案内
- 好きなアーティスト：ケツメイシ、YUKI、winnie
  - 結成前は元ラブカップルの増田香とともにサンミュージック企画所属の「9ボール」と言うコンビで活動しておりめちゃ×2イケてるッ!に出演したこともある。
- 2015年に一般会社員と結婚、出産した。

いじま
- 本名：井島 靖彰（いじま やすあき、男性、1984年8月28日-）（40歳）ツッコミ担当、北海道北広島市出身
- 身長・体重：162cm・53kg
- 血液型：A型
- 趣味・特技：散歩
- 好きなアーティスト：くるり、ハナレグミ
- 兄は修斗のプロ格闘家、井島裕彰。

## 来歴
- 2004年3月結成。アマチュアながら2005年度M-1グランプリでは2回戦に進出し、スカウトの目にとまる事で札幌吉本入りを果たした。札幌吉本に入所した2006年6月を正式な芸歴として扱っており[2]、東京NSC11期と同期扱い。
- 2007年度のM-1グランプリではタイブレイクとともに、札幌吉本所属芸人としては最上位となる3回戦進出を果たした。
- 2010年4月より東京進出。ヨシモト∞ホールにて活動。
- 2018年10月に、メンバー二人とも体調不良につき静養中であることを公表。その後、あきはるは後天性側頭葉てんかん、パニック障害、精神疾患を、いじまは円錐角膜を抱えていることを発表した。
- 2020年7月、吉本興業の専属エージェント契約に転換。

## 芸風
漫才・コント・ショートコントを演じている。ジワジワ笑いを誘う脱力系。まったりとしたスローテンポと独特のボケとツッコミ。
激しいツッコミは無く「説得」「説明」に近い。

## 出演

### テレビ
- 朝ビタTV（北海道放送）
- アパートマンションマガジンTV版（J:COM札幌、ジェリービーンズコレクションのバラ色コレクション）
- さっぽろ路面電車物語（J:COM札幌）
- ワルガキ（北海道テレビ、2005年5月～2006年2月）
- ヌルマユ上海兄弟（北海道文化放送、2006年1月～2007年3月）
- 24時間テレビ 「愛は地球を救う」
- タカアンドトシのどぉーだ!（北海道文化放送、2007年4月～）
- 笑道（北海道文化放送）
- 八方・今田の楽屋ニュース（朝日放送）
- 爆笑ヒットパレード・フジ男（フジテレビ）

### ラジオ
- さっぽろ吉本男まつり（STVラジオ）
- 乙女ぷりぷり!（STVラジオ）
- 福永俊介のアタックヤング（STVラジオ）